# Hevossaari (ö i Kajanaland)
Hevossaari är en ö i Finland. Den ligger i sjön Ule träsk och i kommunen Kajana i den ekonomiska regionen  Kajana ekonomiska region  och landskapet Kajanaland, i den centrala delen av landet, 500 km norr om huvudstaden Helsingfors. Öns area är 31,1 hektar och dess största längd är 0,9 kilometer i sydväst-nordöstlig riktning.